# Camaricus bipunctatus
Camaricus bipunctatus is een spinnensoort in de taxonomische indeling van de krabspinnen (Thomisidae).
Het dier behoort tot het geslacht Camaricus. De wetenschappelijke naam van de soort werd voor het eerst geldig gepubliceerd in 2002 door Bastawade.